# Hypsiboas rhythmicus
Hypsiboas rhythmicus és una espècie de granota que viu a Veneçuela i, possiblement també, al Brasil.